# Jersey Joe Walcott
Jersey Joe Walcott, właśc. Arnold Raymond Cream (ur. 31 stycznia 1914, zm. 25 lutego 1994) − amerykański zawodowy bokser, mistrz świata wagi ciężkiej (1951−1952), sędzia ringowy.

## Bokserska kariera
Urodził się w rodzinie imigrantów z Barbadosu jako Arnold Raymond Cream, jednak powszechnie znany był pod pseudonimem Jersey Joe Walcott, który przyjął na cześć swojego idola z czasów dzieciństwa, barbadoskiego mistrza świata w wadze półśredniej, Joego Walcotta. 
Zawodowy debiut zanotował w 1930 roku. Do końca 1946 roku stoczył 54 walki, z bilansem 41 zwycięstw − 11 porażek − 2 remisów. Mimo że był uznawany za świetnego boksera o doskonałych umiejętnościach defensywnych, jego kariera z powodu czarnego koloru skóry rozwijała się bardzo powoli. Do światowej czołówki wagi ciężkiej wszedł dopiero w wieku 31 lat. 

### Walki z Louisem
W 1947 roku nastąpił przełom w jego karierze. 33-letni Walcott pokonał wtedy dwóch czołowych pretendentów − Elmera Raya (76-12-5) i dwukrotnie Joego Maxima (46-12-2). Dzięki temu zapewnił sobie prawo walki o mistrzostwo świata wagi ciężkiej z niepokonanym od ponad 10 lat czempionem, Joem Louisem (56-1-0). Zorganizowano ją 5 grudnia 1947 roku w Madison Square Garden. 
Mimo że Louis był zdecydowanym faworytem, Walcott nie ustępował mu, co więcej doprowadził do jego dwóch nokdaunów (w 1. i 4. rundzie). Po 15. rundach boju dwóch sędziów przyznało zwycięstwo mistrzowi, a jeden pretendentowi. Werdykt ten został uznany za wielce kontrowersyjny, według większości obserwatorów lepszy był bowiem Walcott. 
Zarządzono więc rewanż, który odbył się 25 czerwca 1948 roku na nowojorskim Yankee Stadium. Ponownie Walcott był stroną przeważającą i prowadził na punkty (w 3. rundzie Louis znów leżał na deskach). W 11. rundzie popełnił jednak taktyczny błąd, wdając się w wymianę ciosów z mocno uderzającym Louisem. W rezultacie został znokautowany serią ciosów sierpowych.

### Walki z Charlesem
W marcu 1949 roku Louis ogłosił zakończenie kariery. 22 czerwca tego samego roku organizacja National Boxing Association zestawiła w walce o wakujący tytuł Walcotta z Ezzardem Charlesem (60-5-1). Charles wygrał pewnie na punkty, jednak nie był uniwersalnie uznawany za nowego mistrza świata, dopóki we wrześniu 1950 roku nie pokonał powracającego do boksu Louisa.
Tymczasem Walcott wygrał 5 walk z rzędu, w tym przez nokaut z Haroldem Johnsonem (28-1-0), przyszłym mistrzem świata w wadze półciężkiej, oraz niespodziewanie przegrał z Rexem Laynem. Mimo to 7 marca 1951 roku zmierzył się w Detroit o mistrzostwo świata w rewanżu z Charlesem. Ponownie uległ mu na punkty, ale tym razem jeszcze wyraźniej niż dwa lata wcześniej. 18 lipca doszło w Pittsburghu do trzeciej walki między nimi. Walcott, w swoim 5. już podejściu do tytułu, znokautował Charlesa w 7. rundzie (walka została uznana przez „The Ring” za pojedynek roku). Tym samym w wieku 37 lat został najstarszym mistrzem świata wagi ciężkiej w historii (rekord pobity dopiero w 1994 roku przez George’a Foremana). 
Charlesowi przysługiwało prawo rewanżu, więc 5 czerwca 1952 rozegrano na Stadionie Miejskim w Filadelfii czwartą i ostatnią walkę między nimi. Po 15 bardzo wyrównanych rundach Walcott obronił tytuł przez jednogłośną decyzję. 

### Walki z Marciano
23 września 1952 roku, w drugiej obronie mistrzostwa (również w Filadelfii) stanął naprzeciw niepokonanego punchera, Rocky’ego Marciano (42-0-0). Walcott kontrolował walkę od samego jej początku (w 1. rundzie nokdaun pretendenta), wychodząc do 13. rundy z bezpieczną przewagą punktową. W tym momencie Marciano mógł wygrać jedynie poprzez nokaut, zaatakował więc i trafił Walcotta potężnym prawym sierpowym w szczękę. Mistrz stracił przytomność, powoli osuwając się na deski i został wyliczony przez sędziego (walka była według „The Ring” pojedynkiem roku). 
15 maja 1953 roku próbował odzyskać tytuł, jednak został ponownie znokautowany przez Marciano − tym razem już w 1. rundzie. Była to ostatnia walka w karierze Walcotta.

## Późniejsza działalność
Pozostał związany z pięściarstwem, m.in. jako sędzia, a potem członek Komisji Sportowej Stanu New Jersey (1975-1984). W 1965 roku był sędzią ringowym w rewanżowej walce o mistrzostwo świata w wadze ciężkiej pomiędzy Muhammadem Alim a Sonnym Listonem, która przeszła do historii boksu ze względu na związane z nią kontrowersje.
W I połowie lat 70. piastował również stanowisko szeryfa Hrabstwa Camden.
W 1990 roku został włączony do Międzynarodowej Galerii Sław Boksu.